# Лаанеметса
Ла́анеметса (эст. Laanemetsa), на местном наречии Ланнамытса, также Ланнымытса — деревня в волости Валга уезда Валгамаа, Эстония.
До реформы местных самоуправлений Эстонии 2017 года входила в состав волости Тахева и была его административным центром.

## География и описание
Расположена на юге Эстонии, в 19 километрах к юго-востоку от уездного центра — города Валга. Расстояние до волостного центра — города Отепя — 47 километров. По реке Койва граничит с Латвией. Высота над уровнем моря — 83 метра.
Через деревню проходит шоссе Выру—Мынисте—Валга. На территории деревни находится озеро Ряйми и часть озера Лаанеметса Савиярв. В северо-восточной части деревни расположено озеро Ахеру.
Климат умеренный. Официальный язык — эстонский. Почтовый индекс — 68013.

## Население
По данным переписи населения 2021 года, в Лаанеметса насчитывалось 77 жителей, из них 71 (92,2 %) — эстонцы.
По состоянию на 1 января 2020 года в деревне насчитывалось 83 жителя: 36 женщин и 47 мужчин; 50 человек трудоспособного возраста (15–64 года), 15 детей в возрасте до 15 лет и 18 человек пенсионного возраста (65 лет и старше).
По данным переписи населения 2011 года, в деревне  проживали 65 человек, из них 62 (95,4 %) — эстонцы.
Численность населения деревни Лаанеметса по данным переписей населения:
| Год  | 1959 | 1970  | 1979  | 1989  | 2000 | 2011 | 2021 |
| ---- | ---- | ----- | ----- | ----- | ---- | ---- | ---- |
| Чел. | 176  | ↘ 132 | ↗ 143 | ↘ 121 | ↘ 97 | ↘ 65 | ↗ 77 |

## История
В письменных источниках 1541 года упоминается Lanemets (деревня), 1551 года — Lannemetz (мыза), 1582 года — Lanameczkul, 1638 года — Lanmets, Lannamets, 1688 года — Lennemetz Hoff, 1798 года — Lan̄emetz, 1826 года — Lanemöts.
Небольшая мыза Ланнеметц (нем. Lannemetz, Лаанеметса, эст. Laanemetsa mõis) была основана в 1540-х годах. В XVII веке её называли также по имени владельца, поляка по национальности: в 1627 году Swentczidzken Hoff, в 1638 году — Swansitzki. На военно-топографических картах Российской империи (1846–1863 годы), в состав которой входила Лифляндская губерния, мыза обозначена как Ланнеметцъ. В XVIII–XIX столетиях принадлежала дворянскому семейству Вассерманнов (Vassermann). Одноэтажное каменное главное здание мызы построено в XIX столетии. Здание сохранилось, но в сильно перестроенном виде; используется в качестве жилого дома. Сохранились также некоторые хозяйственные мызные постройки.
В 1920-х годах, после земельной реформы, на мызных землях возникло поселение Лаанеметса, в 1977 году оно получило статус деревни, и в том же году (период кампании по укрупнению деревень) с Лаанеметса были объединены деревни Юуристу (эст. Juuristu), Кейри (эст. Keiri) и часть деревни Пюгери (эст. Pügeri).
Лаанеметса была административным центром Тахеваского сельсовета и центром Лаанеметсаского отделения колхоза «Харгла». В деревне работали начальная школа, библиотека, почтовое отделение (к настоящему времени закрыты).
Юго-западная часть деревни известна под названием Лаагусты (эст. Laagustõ).

## Программа защиты эстонской архитектуры 20-го столетия

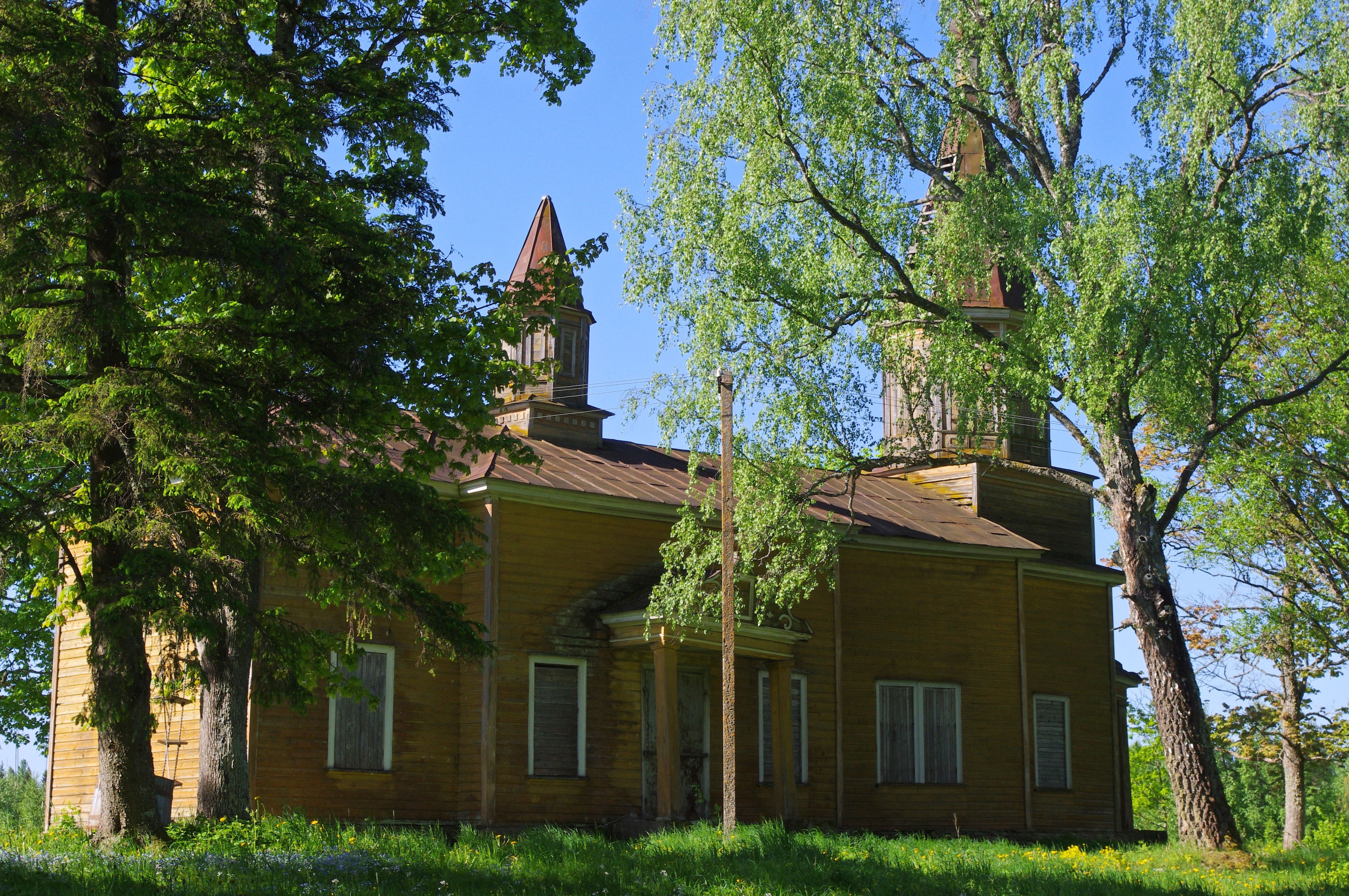
Церковь Святых Петра и Павла

По инициативе Министерства культуры Эстонии, Департамента охраны памятников старины, Эстонской академии художеств и Музея архитектуры Эстонии в период с 2008 по 2013 год в рамках «Программы защиты эстонской архитектуры 20-го столетия» была составлена база данных самых ценных архитектурных произведений Эстонии XX века. В ней содержится информация о зданиях и сооружениях, построенных в 1870–1991 годы, которые предложено рассматривать как часть архитектурного наследия Эстонии и исходя из этого или охранять на государственном уровне, или взять на учёт. В этой базе данных есть объект, расположенный в деревне Лаанеметса:
- православная церковь Святых Петра и Павла.

Была построена в 1855 году, после того, как в 1845 году в Гарьельском приходе, центром которого была Лаанеметса, начался процесс смены вероисповедания. В настоящее время находится в плохом состоянии.

## Галерея

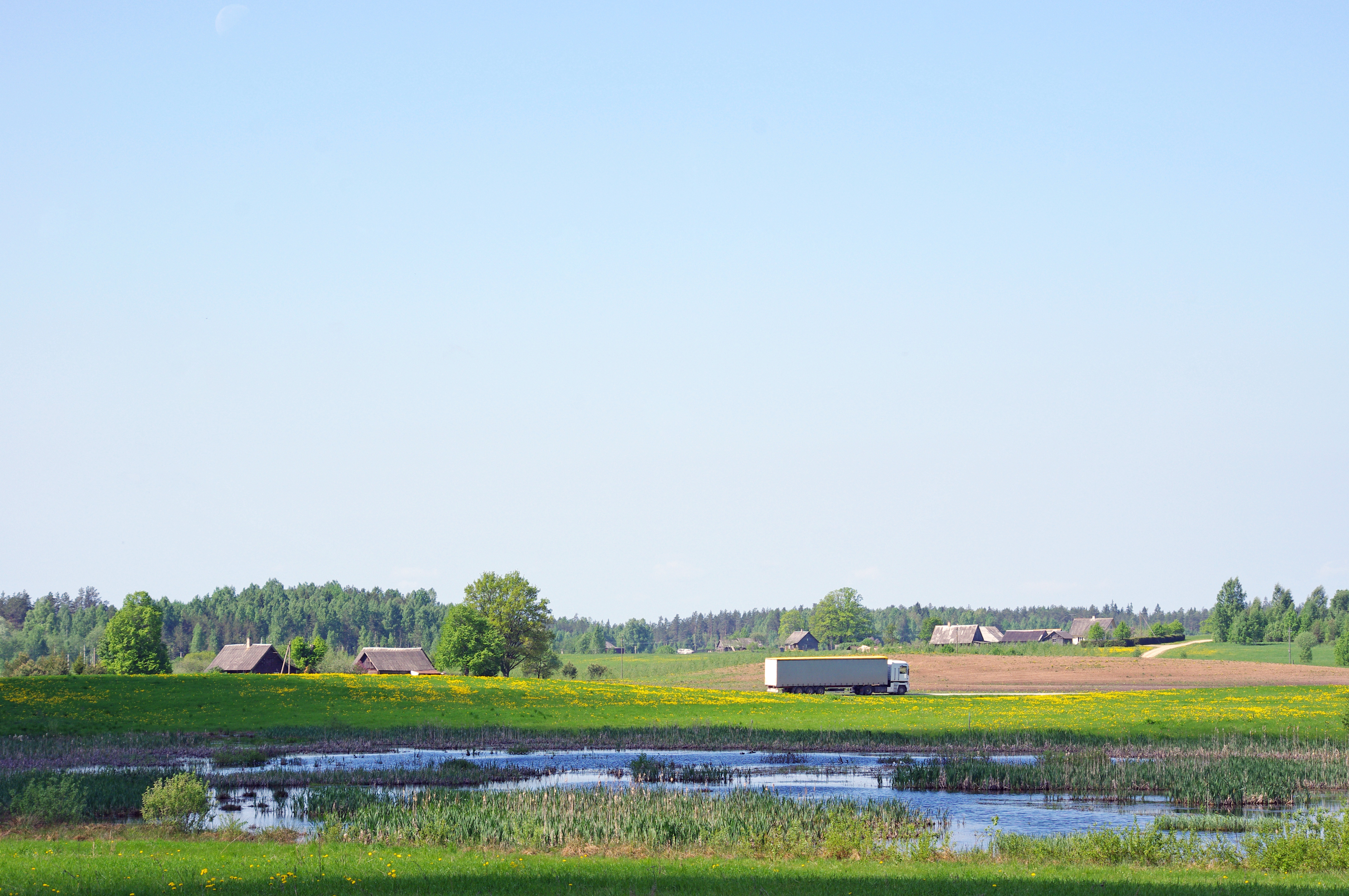
Деревня Лаанеметса
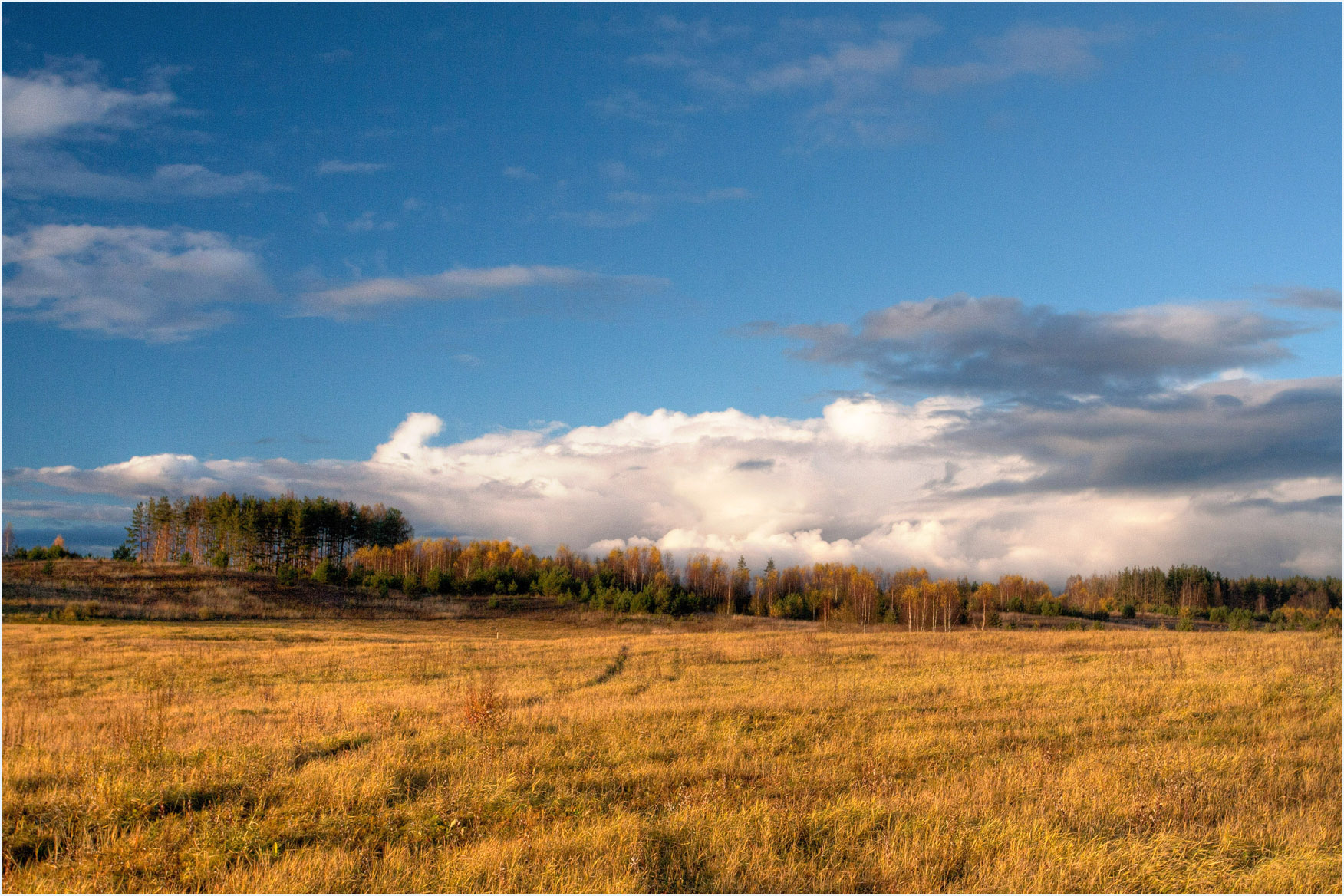
В Лаанеметса осенью
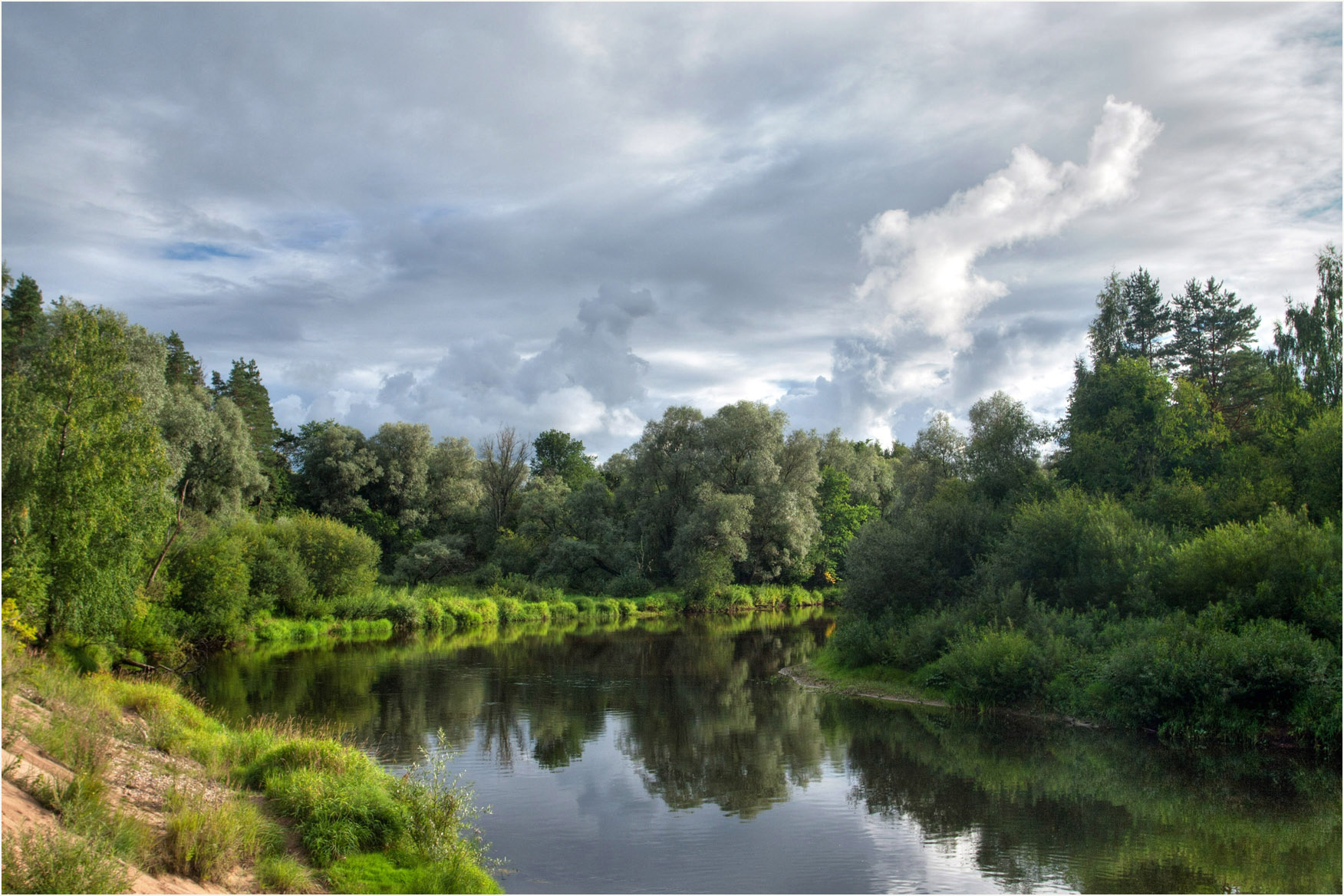
Река Койва в деревне Лаанеметса на границе с Латвией
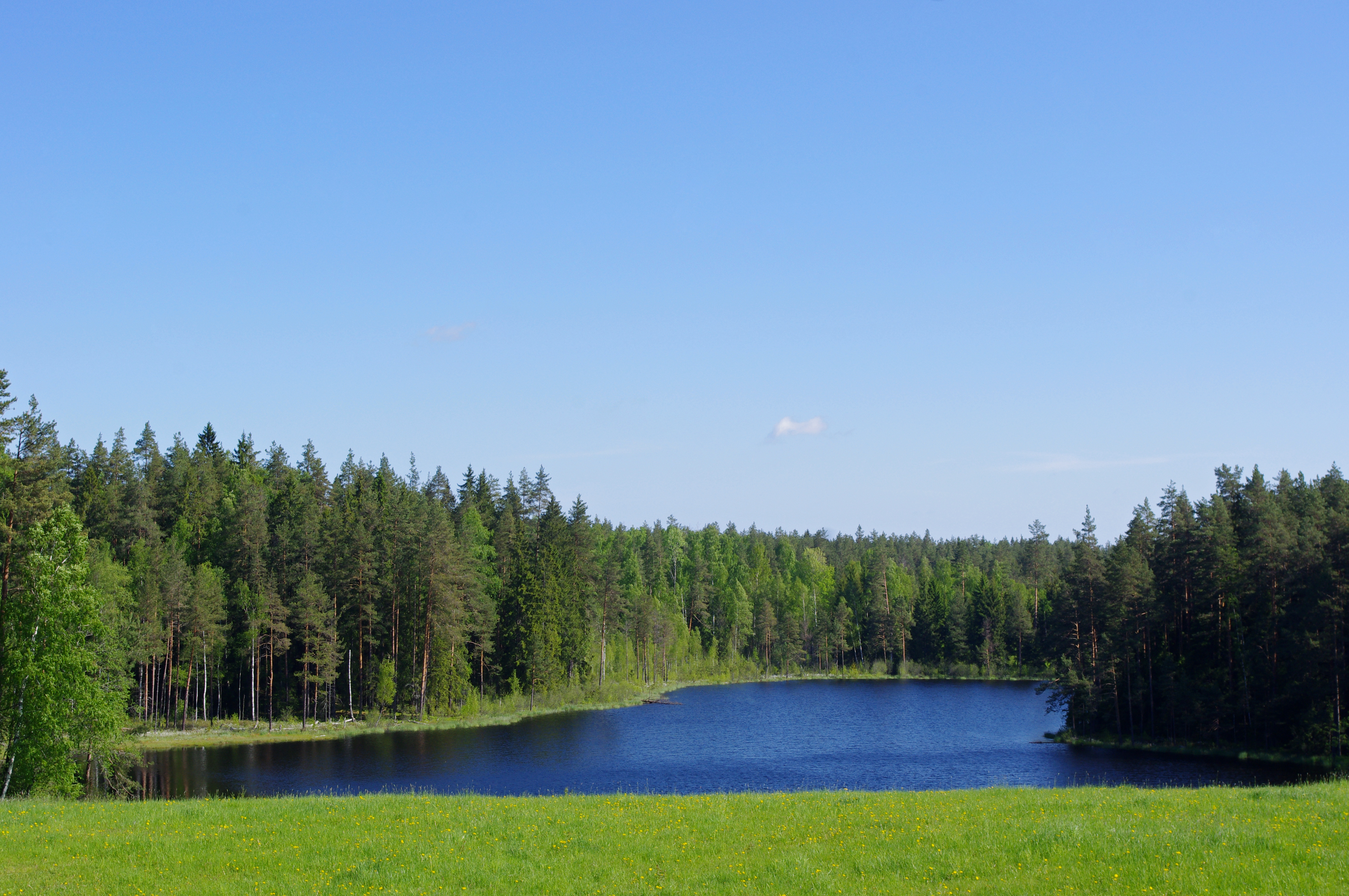
Озеро Лаанеметса Савиярв
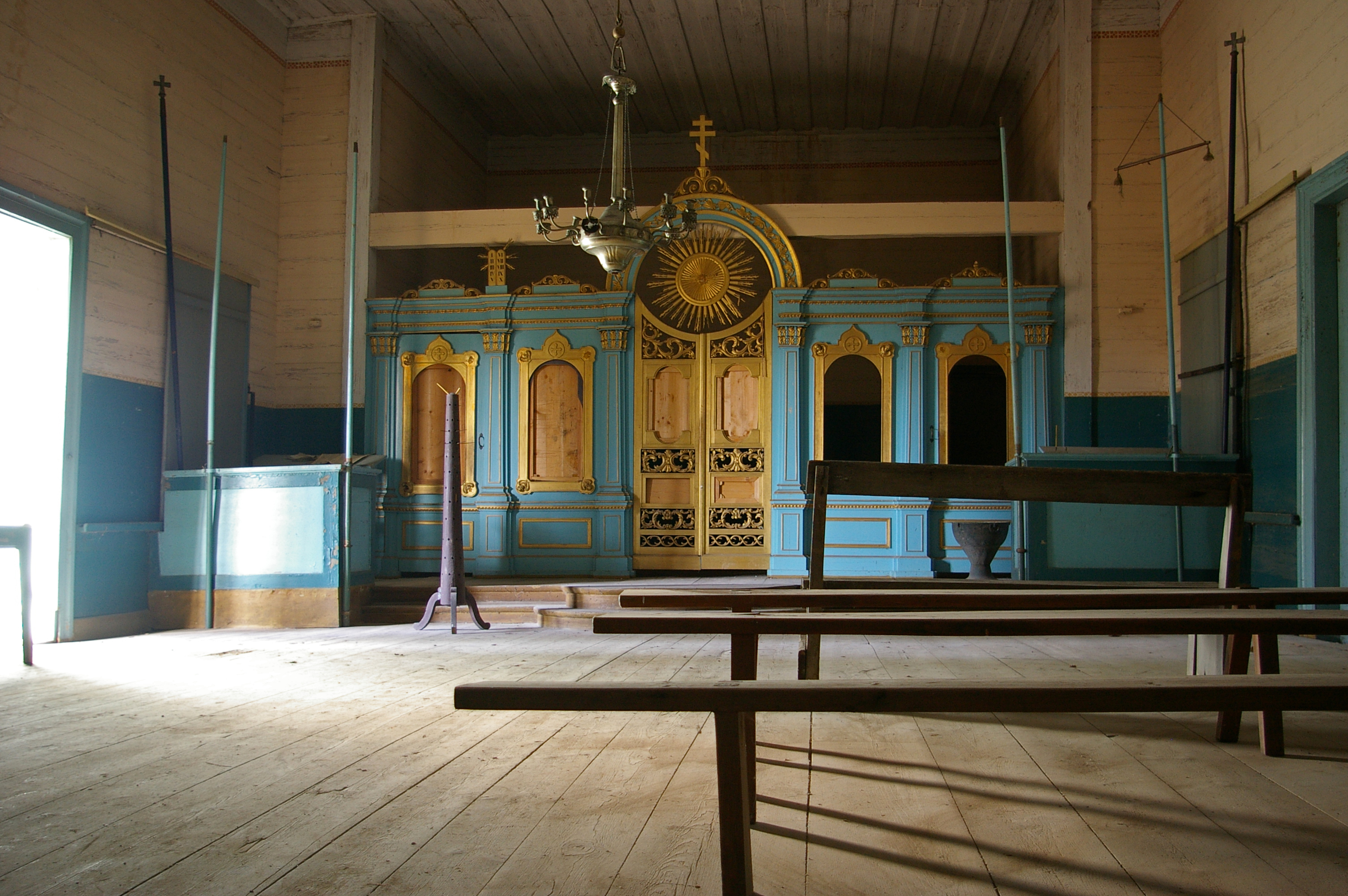
В церкви Святых Петра и Павла

## Комментарии
1. ↑  Эстонские топонимы, оканчивающиеся на -а, не склоняются и не имеют женского рода (исключение — Нарва)[8].